# Lepidodactylus labialis
Lepidodactylus labialis — вид геконоподібних ящірок родини геконових (Gekkonidae). Ендемік Філіппін.

## Поширення і екологія
Lepidodactylus labialis мешкають на сході острова Мінданао на півдні Філіппінського архіпелагу, зокрема на схилах гір Апо і Хілонґ-Хілонґ. Вони живуть в рівнинних діптерокарпових лісах та у вологих тропічних лісах в передгір'ях, в панданових і папоротевих заростях.